# Ceradocopsis macracantha
Ceradocopsis macracantha är en kräftdjursart som beskrevs av Lowry och Fenwick 1983. Ceradocopsis macracantha ingår i släktet Ceradocopsis och familjen Melitidae. Inga underarter finns listade i Catalogue of Life.